# Michael McMillian
Michael McMillian (n. el 21 de octubre de 1978) es un actor y escritor estadounidense, conocido por sus papeles como Henry Gibson en What I Like About You, y como Steve Newlin en la serie de HBO True Blood. McMillian es también el creador y escritor del libro de historietas, Lucid.

## Biografía
McMillian nació en Colorado Springs, Colorado, y se crio en Olathe, Kansas, asistiendo a la escuela secundaria Blue Valley Northwest durante su segundo año. En 1995, McMillian fue transferido al Interlochen Arts Academy, donde estudió actuación, dramaturgia y escritura de guiones.[1]
Él ha dicho que durante sus años de adolescencia, él no era "completamente nerd[pero sí] leía comics ... no era bueno en los deportes" y "me fastidiaban mucho". [1] McMillian asistió al Carnegie Mellon University, donde fue descubierto y firmado por un agente después de un espectáculo para estudiantes de último año. [2]
McMillian ha actuado en películas y programas de televisión y ha prestado su voz en varios video juegos. Llamó la atención por su papel protagónico en la película independiente Dorian Blues, interpretando a un hombre joven que lucha contra la reacción de su familia.
Interpretó a  Greg en el episodio piloto original de Luis, pero abandonó la serie para interpretar a Henry Gibson en What I Like About You. McMillian también escribió un episodio durante la tercera temporada de What I Like About You. También interpretó a
Harper en  TNT's Saved. Su papel más reciente en el cine fue en la película Imagine.
En 2009, McMillian escribió y creó una mini-serie de libros comics con temas relacionados con la magia llamada Lucid, para el Door Pictures and Archaia Studios Press. También es coguionista de libro de la serie comic True Blood producido por IDW Publishing y HBO.
En 2010, se participó en la película  " Beauty & the Briefcase ", basada en el libro "Diary of a Working Girl" por Daniella Brodsky. El papel principal lo interpretó Hilary Duff  como Lane Daniels. Beauty & the Briefcase fue dirigida por Gil Junger y escrita por Michael Horowitz.

## Filmografía
- Emily Owens, M.D. (1 episode, 2012) - Unknown Sick Prisoner
- Hot in Cleveland (3 episodes, 2011-2012) - Owen
- CSI: NY (2011) - Neal Cooper - "Party Down" (1 episode)
- Beauty and the Briefcase (2010) - Tom
- The Whole Truth (2010) - Walter Williams - "Judicial Discretion" (1 episode)
- The Mentalist (2009) - Drew Abner (1 episode)
- Imagine That (2009) - Brock Pressman
- True Blood (15 episodes, 2008–2009, 2011-2012) - Steve Newlin
- Dimples (2008) - Henry
- Scrubs (1 episode, 2007) - Patrick
- The Hills Have Eyes 2 (2007) - Napoleon
- Saved (13 episodes, 2006) - Harper Sims
- Big Love (2 episodes, 2006) - Chad
- Without a Trace (1 episode, 2005) - Paul Cartwright
- What I Like About You (27 episodes, 2003–2005) - Henry Gibson
- Veronica Mars (1 episode, 2005) - Pete Kaminski
- Men of Valor (2004) (VG) (voice) - Hoss
- Dorian Blues (2004) - Dorian Lagatos
- Miracles (1 episode, 2003) - Kevin Kettridge
- Firefly (1 episode, 2003) - Young Hopeful
- 8 Simple Rules (1 episode, 2002) - Gee

- Datos: Q39990
- Multimedia: Michael McMillian / Q39990